# Державна інспекція архітектури та містобудування України
Державна інспекція архітектури та містобудування України — центральний орган виконавчої влади, діяльність якого спрямовує та координує Кабінет Міністрів України через Міністра розвитку громад та територій і який реалізує державну політику з питань державного архітектурно-будівельного контролю та нагляду.
Утворена Постановою Кабінету Міністрів України від 23 грудня 2020 р. № 1340 на заміну Державній інспекції містобудування України та Державній сервісній службі містобудування України, що були утворені 13 березня 2020 р. замість Державної архітектурно-будівельної інспекції України.
Кабінет Міністрів дозволив Державній інспекції архітектури та містобудування здійснювати державний архітектурно-будівельний контроль та нагляд з 15 вересня 2021 року, остаточно ліквідувавши ДАБІ.

## Статус
Державна інспекція архітектури та містобудування України (ДІАМ) є центральним органом виконавчої влади, діяльність якого спрямовується та координується Кабінетом Міністрів України через Міністра розвитку громад та територій і який реалізує державну політику з питань державного архітектурно-будівельного контролю та нагляду.
Основним завданням ДІАМ є реалізація державної політики з питань державного архітектурно-будівельного контролю та нагляду, в тому числі: здійснення державного архітектурно-будівельного контролю, державного архітектурно-будівельного нагляду, ліцензування видів господарської діяльності з будівництва об'єктів, що за класом наслідків (відповідальності) належать до об'єктів із середніми (СС2) та значними (СС3) наслідками, та здійснення контролю за додержанням суб'єктами господарювання ліцензійних умов провадження видів господарської діяльності з будівництва об'єктів, що за класом наслідків (відповідальності) належать до об'єктів із середніми (СС2) та значними (СС3) наслідками.
ДІАМ володіє повноваженнями проводити перевірки; видавати приписи усунення порушень вимог законодавства, зупинення підготовчих та будівельних робіт, усунення порушень ліцензійних умов; здійснювати ліцензування; скасовує чи зупиняє дію рішень об'єктів нагляду та ін.
ДІАМ здійснює свої повноваження безпосередньо та через утворені в установленому порядку територіальні органи.
ДІАМ очолює Голова, який призначається на посаду та звільняється з посади Кабінетом Міністрів України.

## Керівництво
Тимчасово, до призначення в установленому порядку Голови Державної інспекції архітектури та містобудування України, виконання обов'язків Голови Державної інспекції архітектури та містобудування України здійснює директор департаменту сервісних послуг зазначеної Інспекції Новицький Олександр Валерійович.
12 вересня 2023 р. призначено Гіоане Ірину Миколаївну першим заступником Голови інспекції.